# Luiz Fernando Guimarães
Luiz Fernando Guimarães (Rio de Janeiro, 28 de novembro de 1949) é um ator e humorista brasileiro.

## Carreira
Tornou-se ator em 1974 ao substituir um amigo na peça O Inspector Geral, de Gogol, encenada pelo grupo teatral Asdrúbal Trouxe o Trombone. Sua estreia no cinema foi em 1976, em O Ibrahim do Subúrbio. Ator de comédia, com um humor entre o escrachado e o irônico, não decepcionou quando escalado para um papel dramático em O Que É Isso, Companheiro?, de Bruno Barreto, onde interpretou um dos sequestradores do embaixador norte-americano, na vida real, o jornalista Franklin Martins. Seu sucesso na televisão foi lento. Participou na Rede Globo do programa infantil Sítio do Picapau Amarelo, ao lado de Regina Casé, sua companheira dos tempos do Asdrúbal Trouxe o Trombone. Em sua primeira participação importante em novela  (Vereda Tropical, 1984) conquistou o público no papel de Miro, um vigarista trapalhão.
Em 1988, integrou o elenco do humorístico TV Pirata. Foi o grande destaque do primeiro ano do programa com o quadro Fogo no Rabo, cuja abertura parodiava Roda de Fogo, novela escrita por Lauro César Muniz. Luiz Fernando interpretava Reginaldo, empresário inescrupuloso que dizia que só existiam três coisas importantes na vida: dinheiro, cheque e cartão de crédito. Reginaldo formava um triângulo amoroso com a sensual Penélope (Cláudia Raia) e a suburbana Natália (Débora Bloch). Ainda na Globo, fez também as séries Juba & Lula e Armação Ilimitada. Fez dupla novamente com Regina Casé no Programa Legal. Foi um dos responsáveis, junto com Alexandre Machado e Fernanda Young, pelo sucesso de Os Normais. Do programa surgiu o filme, um sucesso de público. Depois de Os Normais, Luiz Fernando Guimarães passou a fazer parte da equipe de roteiristas do diretor José Alvarenga Júnior, ao lado de Fernanda Young e Alexandre Machado. Essa equipe foi responsável pela criação das séries Os Aspones e Minha Nada Mole Vida, e do quadro O Super Sincero, no Fantástico.
Em 2000, Luiz Fernando, em conjunto com a Associação Niteroiense dos Deficientes Físicos (Andef), inaugurou em Niterói uma oficina teatral que leva seu nome. O projeto, do qual o ator participa diretamente, visa promover a inclusão social e elevar a autoestima de pessoas portadoras de deficiências físicas. No teatro, participou do espetáculo Fica Comigo Esta Noite, dirigido por Jorge Fernando, onde atuou ao lado de Débora Bloch. Depois, novamente com Regina Casé, criou o monólogo Castiçais, o que lhe rendeu um par de anos viajando pelo Brasil. Atuou também na superprodução 5xComédia, dirigida por Hamilton Vaz, também dos tempos de Asdrúbal Trouxe o Trombone. Esta peça, estreada em 1993, ficou sete anos em cartaz, e, em 2000, se tornou o primeiro espetáculo teatral a ocupar as dependências do Canecão, tradicional casa de shows do Rio de Janeiro. Em 2003, foi convidado para dublar o personagem Rutt, um dos alces no filme de animação da Disney, Irmão Urso.
Em 2004, ganhou o Prêmio Qualidade Brasil como melhor ator teatral no gênero comédia por sua atuação em O Caso da Rua ao Lado. Este prêmio é conferido mediante votação de artistas e críticos. Já gravou vários comerciais para a televisão. Aqui também seu talento cômico sobressai e esses comerciais têm a qualidade dos melhores quadros humorísticos. Foi o primeiro homem convidado a participar da campanha para prevenção do câncer de mama veiculada pela televisão. Em 2011 interpretou o vilão Nicolau, que era amante da ardilosa Duquesa Úrsula (Débora Bloch), na novela Cordel Encantado.
Já em 2018, é escalado para interpretar o grande vilão Amadeu em O Tempo Não Para.

## Vida pessoal
Luís Fernando Guimarães é homossexual, embora tenha declarado sua sexualidade pela primeira vez apenas em 2015 durante entrevista ao jornal Extra, contando que é casado com Adriano Medeiros desde 2004: "Nunca falei sobre isso porque não quero levantar bandeirinha".

## Filmografia

### Televisão
| Ano     | Título                    | Personagem                               | Nota                               |
| ------- | ------------------------- | ---------------------------------------- | ---------------------------------- |
| 1984    | Plunct, Plact, Zuuum... 2 | Pai de Marinela                          | Especial de fim de ano             |
| 1984    | Vereda Tropical           | Argemiro Mistieri (Miro)                 |                                    |
| 1985    | De Quina pra Lua          | Mateus                                   | Episódio: "21 de outubro"          |
| 1985    | Armação Ilimitada         | Fortuna                                  | Episódio: "O Prefeitável"          |
| 1986    | Cambalacho                | João Pedro / Jean Pierre                 |                                    |
| 1987    | Wandergleyson Show        | Vários personagens                       |                                    |
| 1988–90 | TV Pirata                 | Vários personagens                       | Temporadas 1–3                     |
| 1991    | Programa Legal            | Apresentador                             |                                    |
| 1994    | Programa de Auditório     | Ed Mort                                  | Especial de fim de ano             |
| 1995    | Decadência                | Pedro Jorge Tavares Branco (PJ)          |                                    |
| 1995–97 | Brasil Legal              | Repórter                                 |                                    |
| 1995–97 | A Comédia da Vida Privada | Davi                                     |                                    |
| 1998–99 | Vida ao Vivo Show         | Vários Personagens                       |                                    |
| 2000    | Você Decide               | Luís                                     | Episódio: "Oscar Matriz e Filial"  |
| 2000    | Brava Gente               | Gamela                                   | Episódio: "A Moda do Chifre"       |
| 2000    | Uga Uga                   | Varella                                  | Episódio: "20 de novembro de 2000" |
| 2001–03 | Os Normais                | Rui Muniz dos Santos Oliveira            |                                    |
| 2004    | Sitcom.br                 | Roger                                    | Episódio: "Às Suas Ordens"         |
| 2006–10 | O Super Sincero           | Salgado Franco                           |                                    |
| 2006–07 | Minha Nada Mole Vida      | Jorge Horácio Marques                    |                                    |
| 2008    | Dicas de um Sedutor       | Santiago Paiva                           |                                    |
| 2011    | Cordel Encantado          | Nicolau Brüguel                          |                                    |
| 2012    | A Grande Família          | Deputado Rui Fontes Albuquerque (Fontes) | Temporada 12                       |
| 2013–14 | Divertics                 | Vários personagens                       |                                    |
| 2015    | Acredita na Peruca        | Maria Eleonora Medeiros de Alcântara     |                                    |
| 2018    | O Tempo Não Para          | Amadeu Baroni                            |                                    |
| 2023    | Detetives do Prédio Azul  | Telémaco de Armadion                     | Episódio: "O Tesourão"             |

### Cinema
| Ano  | Obra                                        | Personagem                    | Nota          |
| ---- | ------------------------------------------- | ----------------------------- | ------------- |
| 1976 | O Ibraim do Subúrbio                        | Xanduco                       |               |
| 1978 | Tudo Bem                                    | José Roberto                  |               |
| 1979 | Teu Tua                                     | Fre                           |               |
| 1980 | Os Sete Gatinhos                            | Carlão                        |               |
| 1981 | Engraçadinha                                | Sílvio                        |               |
| 1982 | Rio Babilônia                               |                               | Não creditado |
| 1983 | Bar Esperança                               | Tuca                          |               |
| 1985 | Areias Escaldantes                          | Marcelo Matos                 |               |
| 1985 | Brás Cubas                                  | Brás Cubas                    |               |
| 1986 | O Grande Mentecapto                         | Capitão Batatinhas            |               |
| 1988 | Dedé Mamata                                 | Cumpade                       |               |
| 1997 | O Que É Isso, Companheiro?                  | Marcão (Franklin Martins)     |               |
| 2003 | O Poço                                      |                               |               |
| 2003 | Os Normais - O Filme                        | Rui Muniz dos Santos Oliveira |               |
| 2003 | Irmão Urso                                  | Rutt (voz)                    | Dublagem      |
| 2009 | Os Normais 2 - A Noite mais Maluca de Todas | Rui Muniz dos Santos Oliveira |               |
| 2013 | Se Puder... Dirija!                         | João                          |               |

## Prêmios e indicações
| Ano  | Prêmio                           | Categoria                                  | Nomeações                   | Resultado | Ref.   |
| ---- | -------------------------------- | ------------------------------------------ | --------------------------- | --------- | ------ |
| 1989 | Prêmio APCA de Televisão         | Melhor Programa Humorístico — Televisão    | TV Pirata                   | Venceu    |        |
| 2001 | Prêmio Qualidade Brasil - RJ     | Televisão: Melhor Ator de Sitcom           | Os Normais                  | Indicado  | [ 9 ]  |
| 2001 | Prêmio Qualidade Brasil - SP     | Televisão: Melhor Ator de Sitcom           | Os Normais                  | Venceu    |        |
| 2001 | Melhores do Ano                  | Melhor Comediante                          | Os Normais                  | Venceu    | [ 10 ] |
| 2002 | Prêmio Qualidade Brasil          | Televisão: Melhor Ator de Sitcom           | Os Normais                  | Venceu    |        |
| 2003 | Prêmio Contigo! de TV            | Melhor Ator Cômico                         | Os Normais                  | Indicado  |        |
| 2003 | Prêmio Qualidade Brasil          | Televisão: Melhor Ator de Humorístico      | Os Normais                  | Venceu    |        |
| 2004 | Prêmio Qualidade Brasil          | Teatro: Melhor Ator de Comédia             | O Caso da Rua ao Lado       | Venceu    | [ 11 ] |
| 2005 | Blockbuster Entertainment Awards | Melhor Ator de Comédia                     | Os Normais - O Filme        | Indicado  | [ 12 ] |
| 2005 | Blockbuster Entertainment Awards | Melhor Beijo (com Fernanda Torres)         | Os Normais - O Filme        | Indicado  | [ 12 ] |
| 2005 | Blockbuster Entertainment Awards | Melhor Par Romântico (com Fernanda Torres) | Os Normais - O Filme        | Indicado  | [ 12 ] |
| 2006 | Prêmio Qualidade Brasil          | Televisão: Melhor Ator de Humorístico      | Minha Nada Mole Vida        | Indicado  |        |
| 2007 | Prêmio Qualidade Brasil          | Televisão: Melhor Ator de Humorístico      | Minha Nada Mole Vida        | Indicado  |        |
| 2022 | Prêmio Cenym de Teatro           | Melhor Ator                                | Ponto a Ponto – 4000 Milhas | Venceu    | [ 13 ] |